# Подільський район (Полтава)
Подільський район — район у місті Полтаві. Район розташований в східній частині міста в долині річки Ворскли. Загальна чисельність населення становить 51 600 осіб (2008).

## Історія
Історія заселення території району пов'язана з історією розвитку самого міста. Упродовж VIII—IX століть на місці Соборного майдану виникли перші слов'янські поселення. У першій половині XVII століття на території району на Подолі оселилися ремісники, купці, дрібна шляхта. У другій половині XIX століття з розвитком торгівлі і появою нових ринків збуту почався бурхливий розвиток залізничного транспорту.
У 1868 році розпочалося будівництво, а у 1871—1872 роки відкрився рух по залізниці у напрямку Харків — Кременчук. З перших днів експлуатації залізниці виникла необхідність в ремонті рухомого складу. З цією метою на станції Полтава почалося будівництво головних паровозоремонтних майстерень, які були відкриті 15 березня 1871 року. Це було перше велике підприємство міста — зараз ВАТ «Тепловозоремонтний завод». Сьогодні в районі працює ряд сучасних підприємств промисловості та залізничного транспорту, будівельні організації, існує мережа підприємств та організацій торгівлі, охорони здоров'я, освіти, культури та побуту.
До 2016 року район мав назву Ленінський.

## Характеристика
Загальна чисельність населення району станом на 2008 рік становить 51 600 осіб (чоловіків: 23,7 тис. ос., жінок: 27,9 тис. ос., працездатного: 33,6 тис. ос. Середній вік населення — 38 років.
Загальна площа території району становить 2988 гектарів, в тому числі:
- сільськогосподарські угіддя: 929,6 га;
- землі під забудовою: 1861,0 га;
- заболочені землі: 36,0 га;
- під водою: 33,9 га;
- кладовища: 34,3 га;
- ліси: 88,0 га;
- землі транспорту та зв'язку: 474,1 га;
- вулиці: 84,1 га;
- зелені насадження: 322,4 га;

## Підприємство
Підприємства району в основному пов'язані з залізничним транспортом, до якого відносяться 10 підприємств:
- Полтавська дирекція залізничних перевезень;
- Полтавська вагонна дільниця;
- Вагонне та локомотивне депо;
- Станція та вокзал Полтава-Південна;
- Полтавська дистанція сигналізації та зв'язку ПЗ;
- Полтавська дистанція колії;
- Полтавська дистанція електропостачання;
- Полтавська автоколона ПЗ.

## Промисловість
Промисловий комплекс становить 6 підприємств:
- ВАТ «Тепловозоремонтний завод» (ремонт тепловозів);
- Державне підприємство «Полтавський комбінат хлібопродуктів» (виробництво борошна та крупи);
- ВАТ Полтавський хлібозавод «Південний» (виготовлення хлібобулочних виробів);
- ВАТ «Полтававторресурси» (заготівля та постачання втор сировини);
- ВАТ «Полтаваобленерго» (виробництво та передача електроенергії, виробництво та постачання тепло енергії);
- Полтавська виправна колонія № 64 УДДУПВП в Полтавській області (виробництво залізних виробів, столярні роботи, ремонтні роботи).

В районі знаходиться 9 будівельних організацій:
- ВАТ «Полтавтрансбуд» та БМП-685 (будівництво житла, соцкультпобуту);
- ЗАТ «Полтавагазбуд» (будівництво газопроводів);
- 5 підприємств будівельно-монтажної фірми «Укргазпромбуд» (облаштування газових родовищ, підключення газових свердловин, монтаж та зварювання газопроводів, їх ізолювання, будівництво);
- Полтавська дистанція цивільних споруд (ремонт та експлуатація службових приміщень Південної залізниці).

## Освіта
В районі знаходиться 7 загальноосвітніх шкіл (№ 2, 12, 15, 20, 22, 35, 37), 2 гімназії (№ 17, 21), 1 навчально-виховний комплекс (НВК № 3), 1 вечірня школа (ВСШ № 1), обласна школа-інтернат для дітей-сиріт, музична школа № 2, Полтавський будівельний технікум транспортного будівництва, професійний ліцей, Полтавський професійний ліцей транспорту, Полтавський навчально-курсовий комбінат Державного департаменту продовольства, центр бойової підготовки при УМВС України в Полтавській області, філія Харківського національного автодорожнього університету, філія Міжрегіональної академії управління персоналом, Полтавський факультет Київського національного університету культури і мистецтв та 8 дошкільних закладів.
У червні 2013 року у місцевості Червоний Шлях було закрито початкову школу — філію Полтавської ЗОШ № 12

## Охорона здоров'я
У районі функціонують п'ять Комунальних медичних закладів та декілька приватних медичних центрів та кабінетів:
1. Центр первинної медико-санітарної допомоги N3 Полтавської міської ради, якій має 8 амбулаторній, розподілених по території району з адміністрацією на базі 3-ї поліклініки,

1. 3-тя міська клінічна поліклініка,
2. 3-тя міська лікарня (бувшавідділкова клінічна лікарня станції Полтава),
3. Дитяча міська клінічна лікарня,
4. Державний заклад «Полтавська лінійна санепідеміологічна станція на Південній залізниці».